# Pedro Flaínez
Pedro Flaínez (fl. 996-c. 1069), magnate del reino de León y miembro del poderoso linaje de los Flaínez, sus padres fueron Flaín Muñoz y su segunda esposa, Justa Pépiz. Tuvo varios hermanos, entre ellos Diego Flaínez, padre de Rodrigo Díaz de Vivar, así como Fernando Flaínez, abuelo de Jimena Díaz.  

## Vida
Su primera aparición en la documentación fue en el año 996 cuando compró dos tierras y la mitad de otra en Velilla de Valdoré. Acumuló un gran patrimonio mediante adquisiciones y permutas, así como por donaciones regias todo sumado a lo que heredó de sus padres. Ejerció varias tenencias, incluyendo Valdellorma, Valdoré, Curueño y Ferreras y desde 1014 ostentó el título condal. Figura con frecuencia en la corte confirmando diplomas reales de los reyes de León, Alfonso V y Vermudo III. Se mantuvo fiel al monarca leonés durante su enfrentamiento con el rey Sancho Garcés III de Pamplona a diferencia de su hermano Fernando.
Junto con su sobrino Flaín Fernández se rebeló contra Alfonso VI entre 1061 y 1065 y sus bienes fueron confiscados, incluyendo el monasterio familiar de San Pedro de Valdoré que años más tarde fue recuperado por su hijo Diego. 

## Matrimonio y descendencia
El conde Pedro Flaínez contrajo matrimonio con Brunilde, posiblemente hija de Munio Velázquez y Goto, alrededor de 1006, el año en que aparecen juntos en la documentación por primera vez. Los hijos documentados de este matrimonio fueron:
- Fáfila Pérez[5] (m. antes de septiembre de 1067), esposo de Muniadona con quien tuvo dos hijos: Martín y Marina Fáfilaz.[5] Fue tenente de las Torres de León según se registra el 9 de junio de 1037 en la datación de un documento: Regnante in ciuis Legione Ueremudis regis sub cuius comitatum Fafila Petriz, hic in Legione.  Después de la Batalla de Tamarón, le sustituyó su tío Fernando Flaínez al frente del gobierno de la ciudad.[6]
- Diego Pérez,[5] conde, casado con María Froilaz,[5] hija del conde Fruela Muñoz y la condesa Gontrodo Pérez, padres del conde Fruela, el origen del linaje Froilaz, uno de los más importantes del reino.[3]
- Fernando Pérez,[5] esposo de Elvira Núñez y padre de Flaín, Gontrodo, y Justa Fernández.[7]
- Jimena Pérez.[5]
- Flaín Pérez, mencionado por su abuela Justa Pépiz en 1009.[8]